# Els Pirates
Els Pirates és una opereta estrenada l'any 1997 per la companyia Dagoll Dagom a partir de The Pirates of Penzance. La versió original, amb música d'Arthur Sullivan i llibret de W.S. Gilbert, es va representar per primera vegada el 31 de desembre de 1897 a Nova York.
La traducció catalana de l'obra, realitzada per Xavier Bru de Sala era una versió lliure que comptava amb molts referents propers als espectadors. Així, per exemple, els policies de l'obra original es van transformar en guàrdies civils amb tricorni inclòs. La direcció musical era de Joan Vives, la producció executiva d'Anna Rosa Cisquella i la direcció de Joan Lluís Bozzo. L'obra narra les aventures d'un grup de pirates, que mai s'enfronten a algú més feble que ells, ni orfes com ells.
És la segona adaptació d'una opereta de Gilbert i Sullivan per Dagoll Dagom, sent la primera El Mikado, el 1986 (reposada el 2005). Els Pirates es va estrenar el 18 de novembre de 1997 al Teatre Victòria de Barcelona. Després d'uns mesos en cartell va passar al Teatre Tívoli. Finalment, va iniciar una gira per Catalunya i per l'Estat espanyol, en versió castellana. Carles Sabater, el protagonista, va ser substituït en la major part de la gira per Miquel Fernández a causa d'altres compromisos professionals. En 2016 la companyia l'escotilló GT la va representar a Vilafranca.

## Repartiment
- Carles Sabater: Frederic (el galant)[3]
- Rosa Galindo: Marta (la noia)
- Elisenda Ribas: Ruth (la mainadera)
- Carlos Gramaje: Pirata Rei
- Manel Barceló: Mariscal de Mar
- Òscar Mas: "Cabo"
- Jordi Fusalba: Sam
- Carme Cuesta: Eulàlia
- Clara del Ruste: Caterina
- Laura Mejía: Isabel
- Francesca Masclans: Montserrat
- Rafa Méndez: Pirata i civil
- Esteve Labari: Pirata i civil
- Ferran Castells: Pirata i civil
- Jordi Solé "Monda": Pirata i civil
- David Cuspinera: Pirata
- Denis Daniel de Vailly: Pirata
- Carles Alexandre: Pirata

Canvis en el repartiment: Rosa Serra va substituir Elisenda Ribas en el paper de Ruth i Núria Piferrer va fer el mateix en el paper de Caterina.

## Equip creatiu
- Xavier Bru de Sala: Traducció i adaptació
- Joan Vives: Direcció musical i arranjaments
- Lluc Castells i Josep Castells: Escenografia
- Isidre Prunés: Vestuari
- Marta Fluvià: Coreografia
- Òscar Maza: Disseny de so
- Ignasi Morros: Disseny de llum
- Sim Sabalim: Col·laboració màgia
- Estudio Mariscal: Imatge
- Anna Ullibarri i Miquel Periel: Ajudants de direcció
- Joan Lluís Bozzo: Direcció
- Anna Rosa Cisquella: Producció executiva

## Disc
La companyia va editar un disc amb la música a través de la discografica Picap, on apareixen les cançons més representatives de l'espectacle. Tot i això, no s'hi va incloure el final del segon acte. Les cançons enregistrades són:
Acte I
- 1. "Omple el got d'aquest pirata" (Sam i pirates)
- 2. "Al Frederic li agradava tant..." (Ruth)
- 3. "És molt millor lluitar i morir" (Pirata Rei i pirates)
- 4. "Ets falsa, per què m'enganyes" (Frederic i Ruth)
- 5. "Hem trobat la plàcida cabanya" (Isabel, Eulàlia, Caterina i Montserrat)
- 6. "Aturin-se, si els plau"(Frederic, Eulàlia i noies)
- 7. "On hi ha una noia...?" (Frederic i noies)
- 8. "Pobre infeliç!" (Marta i noies)
- 9. "Ai, quin embolic!" (Isabel, Eulàlia, Caterina i Montserrat)
- 10. "Com brilla el sol damunt del cel" (Frederic, Marta i noies)
- 11. "Jo sóc el mariscal..." (Mariscal, noies i pirates)
- 12. "Homes d'ofici desgraciat (Final del Primer Acte)" (Tots)

Acte II
- 13. "Eixuga el plor fatal" (Marta i noies)
- 14. "Quan ataqui l'enemic" ("Cabo", Marta, Eulàlia, civils i noies)
- 15. "Ara a matar Pirates" (Frederic, Ruth i Pirata Rei)
- 16. "Que tu deixessis la ferum" (Frederic, Ruth i Pirata Rei)
- 17. "Anem, anem!" (Frederic, Ruth i Pirata Rei)
- 18. "Tot està a punt" (Frederic i Marta)
- 19. "Fred vine amb mi" (Frederic i Marta)
- 20. "No em deixis sola aquí" (Frederic i Marta)
- 21. "Quan un lladre..." ("Cabo" i civils)
- 22. "Furtius com gats" (Sam, pirates i civils)
- 23. "Arrancant-se la camisa" (Mariscal, pirates i civils)

## Marxandatge
A part del disc, es va crear més material de l'obra, com samarretes o mocadors. Edicions 62 va publicar al desembre del 1997 el llibre amb el text de l'obra (lleugerament diferent del que es representava). Enciclopèdia Catalana, per altra banda, va editar el 2007 el DVD de l'obra, un vídeo enregistrat el maig de 1998 al Teatre Tívoli com a document d'arxiu de la companyia. Tot i que en principi era d'ús intern, el fet de ser una realització en multicàmera els va permetre comercialitzar-ho posteriorment.